# Lystring
Lystring är ett svenskt bokförlag startat av bland andra Fredrik Jonsson, med rötterna i fanzinekulturen. Förlagets huvudsakliga utgivning befinner sig i gränslandet mellan serier, annan bildkonst, musik och skönlitteratur.